# Clásica de Almería
Clásica de Almería – jednodniowy wyścig kolarski rozgrywany corocznie w lutym bądź marcu w hiszpańskiej Andaluzji.
Wyścig odbył się po raz pierwszy w roku 1986 i jest organizowany regularnie. Początkowo rozgrywany był dla kolarzy amatorów, a od 1992 startują kolarze profesjonalni. Rekordzistami pod względem zwycięstw w klasyfikacji generalnej są Włoch Massimo Strazzer i Niemiec Pascal Ackermann, którzy triumfowali dwa razy.
W latach 2005-2011 i 2014-2017 miał kategorię 1.1, w latach 2012-2013 i 2018-2019 posiadał kategorię 1.HC, a od 2020 1.Pro.
W latach 2005–2019 należał do cyklu UCI Europe Tour, a od 2020 należy do UCI ProSeries.

## Zwycięzcy
Opracowano na podstawie:
| Rok  | Pierwsze                     | Drugie                      | Trzecie               |
| ---- | ---------------------------- | --------------------------- | --------------------- |
| 1986 | Miguel Ángel Martínez Torres |                             |                       |
| 1987 | Tomás Ortega                 |                             |                       |
| 1988 | José González                |                             |                       |
| 1989 | José Bernabé                 | Tomás Ortega                | Manuel Pascual Soler  |
| 1990 | Bernardo González            | Fernando Piñero Gallego     |                       |
| 1991 | Asier Guenetxea              |                             |                       |
| 1992 | Kenneth Weltz                | Alfonso Gutiérrez           | Abraham Olano         |
| 1993 | Wiaczesław Jekimow           | Eduardo Chozas              | Romies Gajnietdinow   |
| 1994 | Johan Capiot                 | Asiat Saitow                | Jans Koerts           |
| 1995 | Jean-Pierre Heynderickx      | Jo Planckaert               | Edwig Van Hooydonck   |
| 1996 | Wilfried Nelissen            | Asier Guenetxea             | Jesper Skibby         |
| 1997 | Massimo Strazzer             | Max van Heeswijk            | Ján Svorada           |
| 1998 | Mario Traversoni             | Francesco Arazzi            | Óscar Freire          |
| 1999 | Ján Svorada                  | Nicola Minali               | Ángel Edo             |
| 2000 | Isaac Gálvez                 | Ján Svorada                 | Markus Zberg          |
| 2001 | Tayeb Braikia                | Markus Zberg                | Endrio Leoni          |
| 2002 | Massimo Strazzer             | Markus Zberg                | Marc Lotz             |
| 2003 | Luciano Pagliarini           | Massimo Strazzer            | Aleksiej Markow       |
| 2004 | Jérôme Pineau                | Thomas Voeckler             | Benjamín Noval        |
| 2005 | José Iván Gutiérrez          | Sergi Escobar               | David Muñoz           |
| 2006 | Francisco Pérez Sanchez      | Ricardo Serrano             | Adolfo García Quesada |
| 2007 | Giuseppe Muraglia            | Eduard Worganow             | Vicente Ballester     |
| 2008 | Juan José Haedo              | Óscar Freire                | Graeme Brown          |
| 2009 | Greg Henderson               | Graeme Brown                | Stefano Garzelli      |
| 2010 | Theo Bos                     | Mark Cavendish              | Graeme Brown          |
| 2011 | Matteo Pelucchi              | José Joaquín Rojas          | Pim Ligthart          |
| 2012 | Michael Matthews             | Borut Božič                 | Roger Kluge           |
| 2013 | Mark Renshaw                 | Reinardt Janse van Rensburg | Francesco Lasca       |
| 2014 | Sam Bennett                  | Juan José Lobato            | Davide Viganò         |
| 2015 | Mark Cavendish               | Juan José Lobato            | Mark Renshaw          |
| 2016 | Leigh Howard                 | Aleksiej Catiewicz          | Aleksejs Saramotins   |
| 2017 | Magnus Cort Nielsen          | Rüdiger Selig               | Jens Debusschere      |
| 2018 | Caleb Ewan                   | Danny van Poppel            | Timothy Dupont        |
| 2019 | Pascal Ackermann             | Marcel Kittel               | Luka Mezgec           |
| 2020 | Pascal Ackermann             | Alexander Kristoff          | Elia Viviani          |
| 2021 | Giacomo Nizzolo              | Florian Sénéchal            | Martin Laas           |
| 2022 | Alexander Kristoff           | Nacer Bouhanni              | Giacomo Nizzolo       |
| 2023 | Matteo Moschetti             | Arnaud De Lie               | Jordi Meeus           |
| 2024 | Olav Kooij                   | Matteo Moschetti            | Matteo Trentin        |
| 2025 | Milan Fretin                 | Max Kanter                  | Émilien Jeannière     |